# منصف زرقا
منصف زرقا (بالفرنسية: Moncef Zerka)‏، من مواليد 30 أغسطس 1981 في أورليون في فرنسا، لاعب كرة قدم مغربي.
و هو يلعب مع نادي نانسي الفرنسي منذ عام 2001.
و هو يلعب مع منتخب المغرب لكرة القدم منذ عام 2002.

## روابط خارجية
- منصف زرقا على موقع الاتحاد الدولي (مؤرشف)  (الإنجليزية)
- منصف زرقا على موقع رابطة كرة القدم الفرنسية للمحترفين (الإنجليزية)
- منصف زرقا على موقع الدوري الأمريكي (الإنجليزية)
- منصف زرقا على موقع قاعدة بيانات كرة القدم.إي يو (الإنجليزية)
- منصف زرقا على موقع ليكيب (الفرنسية)
- منصف زرقا على موقع ناشيونال فوتبول تيمز (الإنجليزية)
- منصف زرقا على موقع Soccerway.com (الإنجليزية)
- منصف زرقا على موقع عالم كرة القدم.نت (الإنجليزية)
- منصف زرقا على موقع كووورة
- منصف زرقا على موقع أوليمبيديا (الإنجليزية)